# City of Melville
La Cité de Melville (City of Melville en anglais) est une zone d'administration locale dans la banlieue de Perth en Australie-Occidentale en Australie à l'est de Fremantle et à environ 12 kilomètres au sud du centre-ville de Perth. 

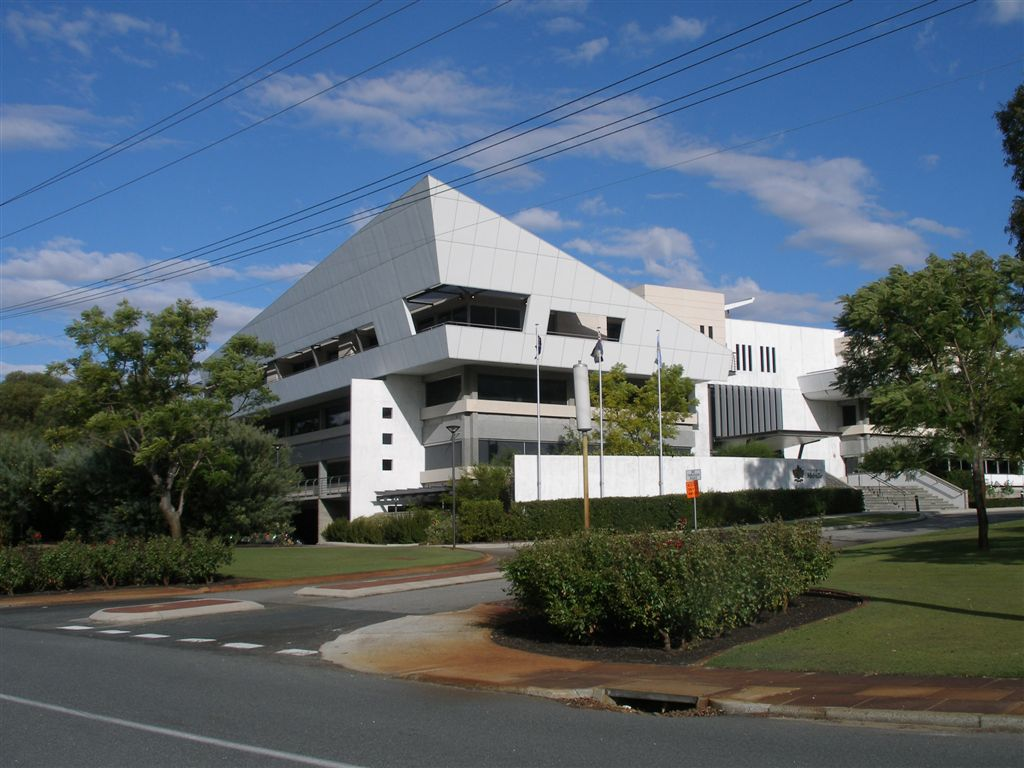
Bureaux du conseil municipal de Melville

La ville est divisée en un certain nombre de localités :
- Alfred Cove
- Applecross
- Ardross
- Attadale
- Bateman
- Bicton
- Booragoon
- Brentwood
- Bull Creek
- Kardinya
- Leeming
- Melville
- Mount Pleasant
- Murdoch
- Myaree
- Palmyra
- Willagee
- Winthrop

La zone a 12 conseillers et est découpée en 6 circonscriptions.